# NGC 5957
NGC 5957 је спирална галаксија у сазвежђу Змија која се налази на NGC листи објеката дубоког неба.
Деклинација објекта је + 12° 2' 52" а ректасцензија 15h 35m 23,1s. Привидна величина (магнитуда) објекта NGC 5957 износи 12,1 а фотографска магнитуда 12,9. NGC 5957 је још познат и под ознакама UGC 9915, MCG 2-40-4, CGCG 78-18, NPM1G +12.0436, IRAS 15330+1212, PGC 55520.